# Saint-Pardoux-le-Neuf, Creuse
Saint-Pardoux-le-Neuf este o comună în departamentul Creuse din centrul Franței. În 2009 avea o populație de 175 de locuitori.

## Evoluția populației
| An        | 1975 | 1982 | 1990 | 1999 | 2006 | 2009 |
| --------- | ---- | ---- | ---- | ---- | ---- | ---- |
| Populație | 153  | 175  | 164  | 165  | 173  | 175  |